# Élevage de reines

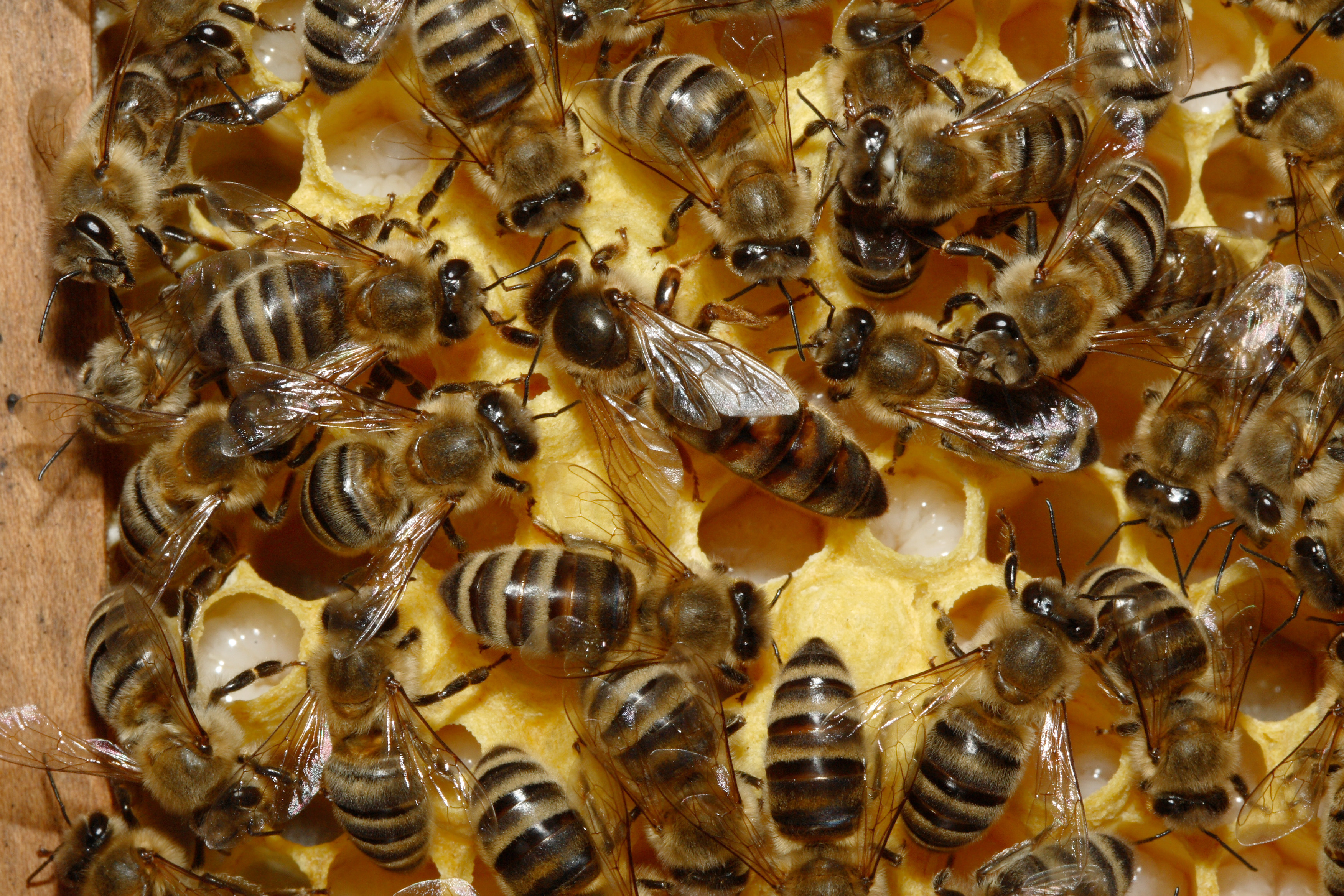
Reine d'abeilles

 (février 2017).
L'élevage de reines est la production d'abeilles reines selon des techniques éprouvées pour optimiser la production d'une entreprise apicole.

## Avantages

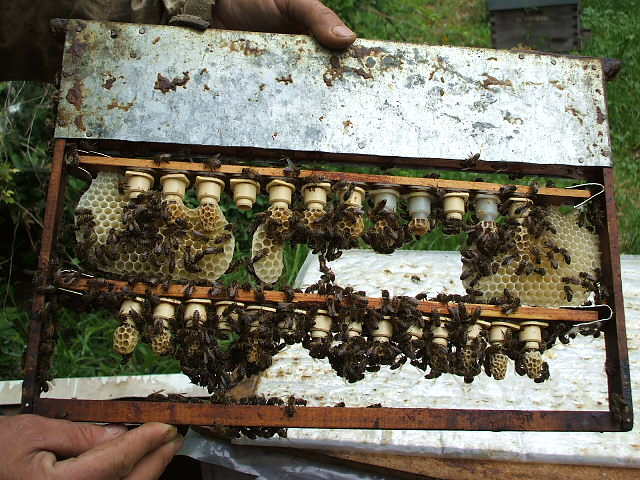
Cellules royales.

Bien souvent, les apiculteurs n'élèvent pas directement les reines, mais introduisent dans leurs essaims artificiels des cadres possédant du couvain jeune (moins de trois jours) issus de ruches satisfaisantes. Cependant, lorsque l'apiculteur possède de nombreuses ruches (généralement les professionnels) et veut faire de nombreux essaims, il peut être intéressant d'élever des reines.
Plusieurs facteurs peuvent jouer dans le choix de l'élevage. L'élevage de reines permet :
- de multiplier les reines issues d'une ruche satisfaisante et permet de produire des essaims à partir de ruches médiocres sans reproduire les caractères négatifs de celles-ci. (Attention toutefois à ne pas « mettre tous ses œufs dans le même panier » car si la souche choisie possède un « vice caché » comme une sensibilité particulière à telle ou telle maladie, toutes ses filles risquent d'être également sensibles ; cela peut également favoriser la consanguinité du cheptel.)
- de produire des reines jeunes et de qualité dans un but de commercialisation ou pour remplacer les reines trop âgées ou de mauvaise qualité dans des colonies en production. (Il suffit souvent de changer la reine d'une ruche faible pour l'améliorer.)
- de gagner du temps entre le moment où l'essaim est créé et celui où il est productif. (En introduisant une reine en ponte, l'essaim se relancera directement, alors que si on le fait élever à partir d'œufs, il faudra près d'un mois pour que la reine commence à pondre ; pendant ce temps, les abeilles de l'essaim auront vieilli et la reine peut se faire mal féconder ou mourir, ce qui condamne la colonie qui n'aura plus d'œufs pour élever une nouvelle reine.)
- de renouveler le patrimoine génétique de son cheptel en greffant des reines de qualité sur une colonie issue d'un autre apiculteur.

Quelle que soit la technique utilisée, la réussite des séries de cellules dépend de nombreux facteurs, parfois incontrôlables, tels que la température ou l'humidité. On peut néanmoins influer sur les facteurs d'intervention en s'assurant que :
- La ruche éleveuse ait toujours des provisions suffisantes, en particulier du pollen. (On peut changer régulièrement le cadre de pollen ou apporter des succédanés sous forme de pâtes protéinées à base de tourteau de soja déshuilé ou de levure de bière par exemple.)
- La larve greffée soit le plus jeune possible, car elle est nourrie comme une ouvrière jusqu'au "picking" (la sélection), ce qui est à limiter au maximum.
- Le matériel soit propre voire stérilisé afin d'éviter toute source infectieuse.
- Le manipulateur soit très délicat durant toute la préparation, et en particulier avec les larves de G+6 à G+10.
- Et aussi veiller à ce que les cellules soient protégées par des cages grillagées fermées (familièrement appelées bigoudis) au moment de l'émergence. Ces cages peuvent se mettre dès l'operculation de la cellule, ou juste avant l'émergence. (Il faut éviter de manipuler les cellules fermées durant le stade de nymphe) Une reine qui émerge va tuer toutes les autres.

| Ponte                      | J0                        |
| Éclosion de l'œuf          | J+3                       |
| Larve (plusieurs mues)     | J+3 à J+8½                |
| Operculation de la cellule | J+7½                      |
| Nymphe                     | J+8 à émergence           |
| Émergence de l'Imago       | J+15½ / J+17              |
| Vols nuptiaux              | J+20 /J+24                |
| Début de la ponte          | 3 jours après fécondation |

| Année se terminant par : | Couleur |
| 1 ou 6                   | Blanc   |
| 2 ou 7                   | Jaune   |
| 3 ou 8                   | Rouge   |
| 4 ou 9                   | Vert    |
| 5 ou 0                   | Bleu    |

## Résumé des opérations
L'élevage de reines a lieu en plusieurs étapes :
- La préparation d'une ruche(tte) d'élevage : c'est la création d'une colonie orpheline qui sera en mesure d'accueillir les larves destinées à être élevées. Elle doit contenir suffisamment de miel et de pollen, et être pourvue d'abeilles jeunes, voire de couvain naissant.
- Le picking : il consiste à sélectionner dans un cadre de couvain ouvert d'ouvrières une larve de moins de trois jours. (La plus petit possible, l'idéal étant de greffer à partir de larves plus petites ou équivalente à la taille d'un œuf.) L'opération se pratique à l'aide d'un outil également appelé « picking » en raclant la paroi du fond de la cellule et en prélevant la larve sur son lit de gelée royale, pour la déposer dans une cupule – un petit réceptacle ayant la forme d'une ébauche de cellule royale.
- Le greffage : après avoir disposé les cupules remplies tête en bas sur des barrettes fixées à un cadre vide, on introduit ce cadre dans la ruche(tte) préparée.
- L'évolution de la cellule : selon les besoins, on peut récolter la cellule à différents stades après le jour G, c'est-à-dire l'introduction. Les chiffres donnés sont variables selon l'âge de la larve greffée :
  - G + 3 : cellule ouverte
  - G + 6 : cellule fermée
  - G + 11 ou 12 : émergence de l'imago
- La récolte des cellules
- La mise en fécondation
- L'introduction dans une colonie

## Préparation de la ruche éleveuse

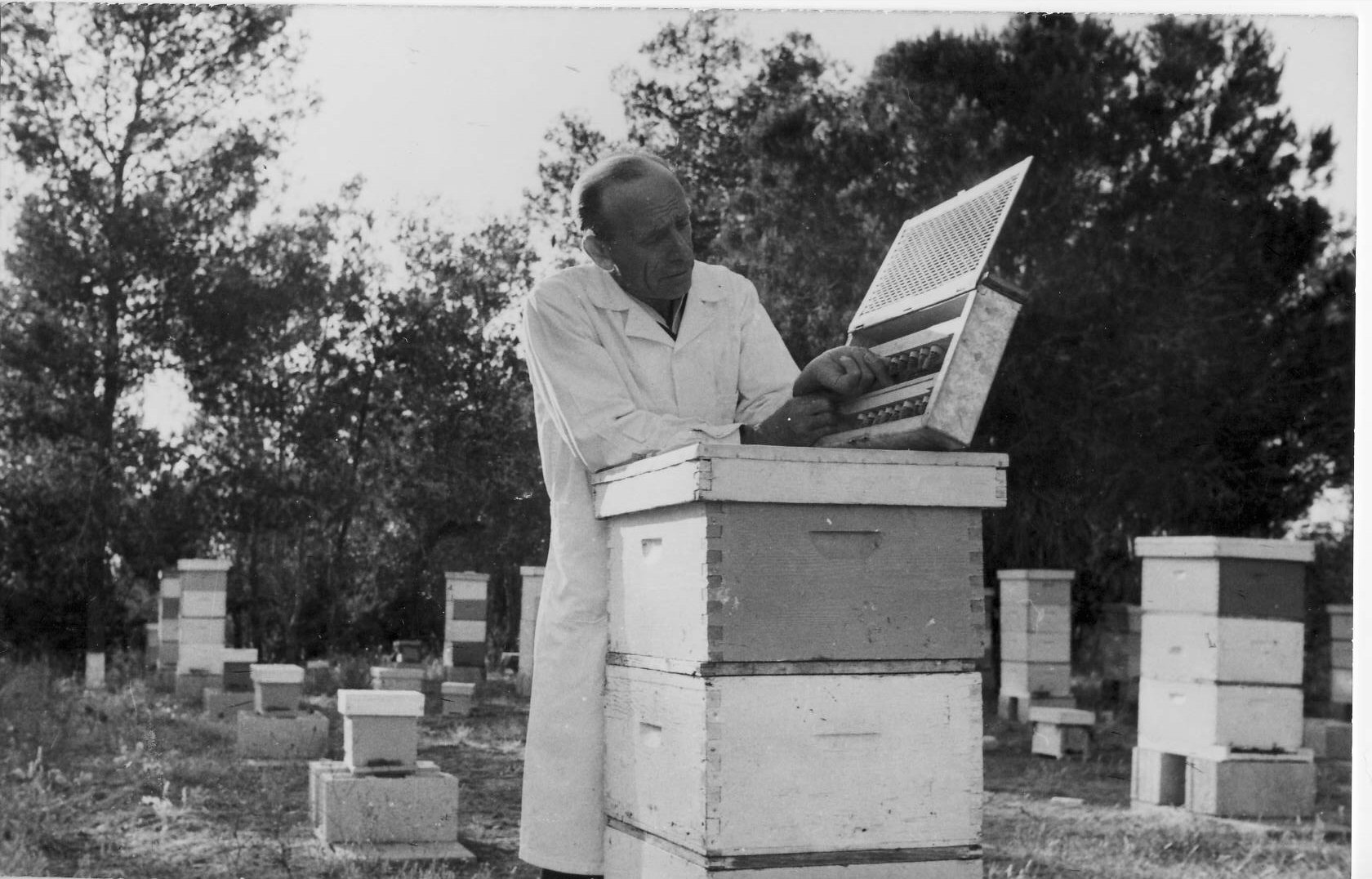
Élevage de reines, appelée aussi Élevage royal.

Plusieurs choix s'offrent à l'apiculteur lors de la préparation de sa ruche éleveuse. Il est néanmoins des constantes fondamentales à respecter quelle que soit la méthode choisie : 
- Absence de reine dans la partie d'élevage.
- Abondance de provisions en particulier de pollen.
- Abeilles jeunes au stade de nourrices en quantité suffisante.

Pour peupler la ruche éleveuse, il faut de préférence choisir des abeilles provenant d'une ruche :
- Saine  : à faible taux d'infestation varroa ou de toute autre maladie.
- Tolérante : Certaines races ont tendance à accepter les cellules étrangères plus que d'autres (préférer par exemple des abeilles italiennes A.m.ligustica à des abeilles noires A.m.mellifera).
- Bonne éleveuse : Les abeilles sélectionnées pour la production de gelée par exemple "noient" les larves sous d'énormes quantités de gelée.

Une fois ces considérations prises en compte, on a le choix entre plusieurs types de ruches éleveuses (liste non exhaustive, étant donné que chaque apiculteur adapte sa méthode à ses critères personnels) :

### Ruchette orpheline
Pour utiliser cette méthode (pour une ruchette éleveuse), on prélève dans une (ou des) ruche(s) deux cadres de couvain naissant (couvain operculé prêt à émerger), ainsi que des abeilles nourrices (brossées sur des cadres de couvain ouvert, de quoi recouvrir trois cadres). Attention de ne pas introduire de reine, chose que l'on peut éviter en passant les nourrices à travers une grille à reine. On prélève également deux cadres de provisions, constitués en grande partie de pollen.
L'idéal est d'utiliser une ruchette 5 cadres avec nourrisseur couvre-cadre ou une ruchette 6 cadres avec nourrisseur-cadre (voir positionnement sur le schéma plus bas). On peut également utiliser une ruche dix ou douze cadres partitionnée pour la réduire à cinq ou six. 
Avant d'introduire les porte barrettes, il est parfois conseillé de maintenir deux ou trois jours la ruchette orpheline en "cave", c'est-à-dire fermée dans un endroit frais et sombre. Cette "mise en cave" est également conseillée pour les essaims où l'on veut introduire une reine. Là encore, chaque apiculteur a sa méthode et il est difficile d'estimer l'efficacité du procédé. 
Dans le cas où on fait plusieurs séries de cellules dans la même ruchette (voir Méthode Pasini par exemple), il faut renouveler les nourrices en introduisant régulièrement un cadre de couvain naissant. En fin de période d'élevage ou si la ruchette est trop peuplée, on peut introduire une cellule ou une reine dans la ruchette afin d'obtenir un essaim, voire la transvaser directement en ruche. En cas de surpopulation, on peut également déplacer la ruchette en pleine journée, et la remplacer par une ruche ou un essaim qui récupérera les butineuses. Attention toutefois à être très délicat lors du déplacement car les larves risquent de subir des dégâts en cas de choc.

### Ruche partitionnée
Pour cette méthode, on utilise une ruche déjà peuplée, où on isole la reine dans la partie principale de la ruche à l'aide d'une grille à reine. Le renouvellement des nourrices et l'approvisionnement en pollen est par conséquent moins problématique. Cependant, la ruche n'étant pas orpheline, elle aura naturellement moins tendance à élever, et les conditions extérieures, telles que l'humidité ou les miellées sont plus discriminantes.
Il est conseillé de placer un cadre de couvain ouvert après le ou les porte-barrettes, afin d'attirer les nourrices.
Attention à ne pas laisser de passage entre les deux parties. On ferme également l'entrée de la ruche au niveau de la partie élevage, hermétiquement ou à l'aide d'une grille à reine. Il est même conseillé d'avoir un couvre cadre différent pour chaque partie, afin que la reine ne puisse se glisser par-dessus la grille durant les manipulations. Si une reine pénètre dans la partie élevage, elle va probablement tuer les cellules, et toute la série risque d'être tuée.
Il existe un concept de ruche appelé thermo-ruche multifonctionnelle qui permet d'effectuer le partionnage de la ruche très facilement et rapidement ainsi que de la convertir en deux ruchettes ou quatre nuclei. Cette ruche bénéficie d'une isolation thermique et d'une aération anti-humidité qui favorise grandement le développement du couvain.

### Ruche « cercueil» ou biruche
Ce type de ruche permet d'élever un grand nombre de cellules, car il s'agit en fait de deux colonies entourant la partie élevage. le principe est globalement similaire à la ruche partitionnée, et les  précautions concernant l'infiltration d'une reine dans la partie d'élevage sont les mêmes. 
Ces ruches contiennent un grand nombre de cadres (15 à 20, voire plus) et sont par conséquent lourdes et difficiles à manipuler. 

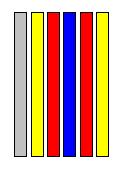
Ruchette 6 cadres
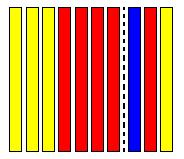
Ruche partitionnée 10 cadres
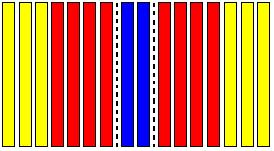
Ruche "cercueil" 16 cadres

| Pointillés : grille à reine | Bleu : Porte-barrette | Rouge : Couvain | Jaune : Provisions | Gris : Nourrisseur |

## Greffage
Le greffage doit son nom au fait qu'on implante une larve sélectionnée (le greffon) dans une ruche orpheline (le "porte-greffe").
C'est donc l'opération qui consiste à sélectionner une larve âgée seulement de 12 à 36 h pour la mettre dans une cellule royale artificielle dans le but d'obtenir une reine de qualité optimale : en effet, lorsque les abeilles orphelines démarrent elles-mêmes un élevage de "sauveté" il arrive qu'elles choisissent une larve plus âgée qui donne par la suite une reine moins développée ; notamment une reine dont les ovaires contiendront moins d'ovarioles (ce qui affecte son pouvoir de ponte).
Pour prélever, l'apiculteur utilise un outil (le picking) pour aller récupérer la larve au fond de son alvéole et la placer ensuite au fond de la cellule royale artificielle (matière plastique ou faite en cire d'abeille fondue puis moulée sur un gabarit spécial)
Le greffage consiste à introduire les cellules royales choisies par picking dans la colonie éleveuse (starter).
Cette opération permet aussi à l'apiculteur un travail de sélection en donnant à la colonie éleveuse des larves provenant d'une colonie choisie pour ses qualités : douceur, productivité, race particulière, etc.
Par exemple, des abeilles italiennes (Ligustica) sont tout à fait capables d'élever des cupules (cellules royales artificielles en plastique) contenant des larves provenant d'une colonie d'abeilles noires (Mellifera mellifera).

## Récolte
Une fois operculée (5e jour), les cellules royales sont parfois placées en couveuse à 34-35 degrés et 70-75% d'humidité pour se développer en milieu contrôlé. Quand on achète une cellule royale à un éleveur afin de l'introduire dans une de ses colonies, il est recommandé de la transporter à la verticale et dans une glacière qui conservera la cellule à 33 degrés jusqu'à l'arrivée à la ruche.

## Différentes techniques

### Méthode Pasini
| Jour                                                                                            | Série 1              | Série 2                     | Série 3                 | Série 4      | Série 5      |
| ----------------------------------------------------------------------------------------------- | -------------------- | --------------------------- | ----------------------- | ------------ | ------------ |
| 1                                                                                               | Introduction         |                             |                         |              |              |
| 2                                                                                               |                      |                             |                         |              |              |
| 3                                                                                               |                      | Introduction                |                         |              |              |
| 4                                                                                               |                      |                             |                         |              |              |
| 5                                                                                               | Récolte              |                             | Introduction            |              |              |
| 6                                                                                               |                      |                             |                         |              |              |
| 7                                                                                               |                      | Récolte                     |                         | Introduction |              |
| 8                                                                                               |                      |                             |                         |              |              |
| 9                                                                                               |                      |                             | Récolte                 |              | Introduction |
| 10                                                                                              |                      |                             |                         |              |              |
| 11                                                                                              | Émergence            |                             |                         | Récolte      |              |
| 12                                                                                              |                      |                             |                         |              |              |
| 13                                                                                              |                      | Émergence                   |                         |              | Récolte      |
| 14                                                                                              |                      |                             |                         |              |              |
| 15                                                                                              |                      |                             | Émergence               |              |              |
| 16                                                                                              |                      |                             |                         |              |              |
| 17                                                                                              |                      |                             |                         | Émergence    |              |
| 18                                                                                              |                      |                             |                         |              |              |
| 19                                                                                              |                      |                             |                         |              | Émergence    |
| \| LÉGENDE \| Ruche(tte) d'élevage \| Chambre chaude ou Finisseur \| Ruchette de fécondation \| |                      |                             |                         |              |              |
| LÉGENDE                                                                                         | Ruche(tte) d'élevage | Chambre chaude ou Finisseur | Ruchette de fécondation |              |              |

La méthode Pasini permet de faire une rotation dans les ruchettes d'élevage. Elle ne nécessite qu'une intervention tous les trois jours en mobilisant le moins possible de ruches ou de ruchettes d'élevage. On peut aisément introduire des barrettes de 10 à 15 cupules, tous les trois jours pendant la période d'élevage. 
Il est important de maintenir une bonne quantité de jeunes abeilles dans les ruchettes afin d'avoir un maximum de nourrices. Le renouvellement des abeilles peut se faire par ajout de paquets d'abeilles, mais plus facilement et sûrement par le renouvellement des cadres de couvains, en remplaçant le couvain éclos par du couvain naissant. Quand la population d'abeilles a trop vieilli, on peut déplacer la ruchette et la remplacer par une ruche qui récupérera les butineuses, ou introduire une reine ou une cellule et en faire un essaim. Elle ne peut donc plus servir de ruchette d'élevage.

## Création d'une reine optimale par division de ruche
Si on n'est pas en mesure de faire un "picking" en bonne et due forme, il existe une méthode simple (et économique) pour créer simplement une reine spontanée de qualité satisfaisante (c'est-à-dire une reine exclusivement nourrie à la gelée royale).
Cette technique permet, en plus, si on possède une ruche trop peuplée d'éviter l'essaimage en divisant la ruche avant qu'il ne se produise. Pour cela, en milieu de journée ensoleillée (lorsque les vieilles abeilles butineuses sont absentes), on place dans une ruchette un cadre de couvain bien chargé en œufs (pour que les ouvrières puissent faire un élevage royal), un autre de couvain operculé (pour avoir des jeunes abeilles qui s'occuperont de la future reine) et un troisième de pollen et de miel. Chaque cadre sera transféré avec les abeilles présentes dessus (environ 1 kg de jeunes ouvrières est nécessaire pour maintenir une température correcte dans la ruchette mais attention à ne pas embarquer la reine avec !). Les deux emplacements vides restants dans la ruchette seront remplis de deux cadres de partition. On ferme la ruchette (qu'on appelle alors un nucléus) et on l'éloigne de la ruche d'origine.
Après 2 à 3 heures sans reine, les ouvrières détectent l'absence de phéromones royales et procèdent donc à une supersédure d'urgence. Pour avoir plus rapidement une nouvelle reine, elles choisissent alors souvent une larve âgée de plus de 3 jours. Cette larve (qui n'était donc pas initialement destinée à devenir reine) a commencé (à partir du 4e jour) à être alimentée en bouillie de miel et pollen en remplacement de la gelée royale. Par conséquent, cette larve non exclusivement nourrie à la gelée royale aurait un appareil reproducteur moins performant si elle devenait effectivement reine.
Pour éviter ce problème, il est recommandé d'ouvrir la ruchette 6 jours après la division et de détruire toutes les cellules royales operculées. On inspecte également les cellules royales non operculées et on supprime celles où on voit des larves ne baignant pas exclusivement dans la gelée royale. Les ouvrières vont alors créer une autre série de reines cette fois-ci exclusivement nourries par de la gelée royale et donc de qualité bien meilleure que celles qui avaient reçu du miel et du pollen pendant quelques jours.